# 크리스티안 부르고스
크리스티안 샤메드 부르고스 아탈라(스페인어: Christian Shamed Burgos Atala, 1993년 8월 24일 ~ )는 대한민국에서 활동하는 멕시코 출신의 방송인이다.
2017년 대한민국 문화체육관광부 주관 한복홍보대사로 위촉되어 전세계 사람들에게 한복의 아름다움을 홍보하고 있다. 2018년 평창동계올림픽대회 및 패럴림픽대회 홍보대사 활동을 하기도 했다.
《비정상회담》의 고정 출연으로 잘 알려져 있다.

## 생애
우연히 한국 예능 세바퀴를 보며 한국어를 배우게 됐다고 한다. 그 때 배운 한국어로 멕시코에서 주최하는 '한국어 말하기 대회'에서 1등을 하였다. 그 때부터 한국어를 배우고 한국에 가겠다는 결심을 하게 됐다고 한다. 한국에 가기 위한 돈을 모으려고, 멕시코 구리 광산에서 한국어, 영어, 스페인어 동시 통역으로 일했다. 다만 현장에서 구리 관련 전문 용어가 어려워서 어려움을 겪었다고.
한국에 왔을 때 첫 1년은 굉장히 힘들었다고 한다. 비자 관련 문제도 있고 돈 부족 문제도 있었다고 한다. 원래는 6개월만 있을 예정이었으나, 한국에서 일할 수 있는 기회가 생길 가능성이 보여 과감하게 멕시코행 비행기를 포기하고 한국에 올인했다. 이후에 스페인어 학원에서 스페인어 강사 비자를 발급받아 한국 생활에 안정성이 생겼다고 한다.
어렸을 때부터 악기가 있는 집에서 자랐다. 그래서 그런지 기타, 피아노, 드럼, 해금 등 악기를 다룰 줄 알고 춤과 노래도 좋아하며 노래도 꽤 잘한다. 방송에서 노래하는 모습을 종종 볼 수 있다
한국에서 지낸 기간이 비교적 짧으나 한국어를 구사하는 능력은 수준급. 어휘 사용에 오류나 막힘이 없으며 관용어에도 강하다. 인스타그램에 쓰는 어휘도 꽤 수준이 있다.

## 활동

### 비정상회담
비정상회담 홈페이지 기본 패널 소개에서는 크리스티안의 얼굴이 없었다가 새로운 포스터를 촬영한 이 후에는 업데이트되어 고정멤버로 소개되어 있다.
한국인 비정상대표 등장시 인지도 조사를 할 때, 의외로 알고 있는 방송인이 많아서 놀라움을 자아낸다.
한국어 실력이 상당하며, 말을 하는 도중에 막히는 경우가 없으며 억양은 거의 한국인과 비슷한 수준. 대신, 유창함과 무관하게 종종 어처구니없는 낱말 실수를 해서 본의아니게 개그를 치는 경우가 많다.
유럽권 패널이 많은 비정상회담에서 유일한 스페인어권 및 중남미 출신 패널이므로 각자 자기 나라의 특성을 소개할 때 할 얘기가 많고 비중이 크다.

출신 국가가 국가인지라 마크의 미국과 괴상한 상황에서 연결되는 경우가 종종 있다. 특히 트럼프 당선 이후 장벽과 관련해서..
한국에 온 지 얼마 안 되었을 때, 크리스마스날 대순진리교에 낚여서 현금 2만원과 시간을 허비한 적이 있었다고 한다(112회). 크리스마스날 한복 입고 절 해야한다는 말에 속아 돈도 주고 절도 하고. 말 그대로 낚인 것이다.
136회 - 이은결의 등장으로 패널들도 각자 아는 마술을 시연했는데 기욤 패트리의 흔한 손가락 절단 마술, 마크 테토의 허접한 볼펜 흔들기 같은 아무 마술 대찬치를 벌일 때, 유일하게 마술다운 마술을 보였다. 시선 처리, 관중 시선 유도 등 많이 해본 티가 난다고 이은결에게 칭찬을 받았다. 스스로 유튜브 등을 보면서 마술 연습을 했다고 한다.
157회 - 비정상회담 첫 출연 당시 메이크업과 헤어 등 풀세팅을 했고, 그 상태로 친구들을 만나러 갔더니 친구들로부터 '크리스티안 왜 이렇게 여성스러워졌어!'하고 질타를 받았다고 한다.
국내에선 방송물로 더 잘생겨져서 사랑받고 있지만, 같은 외국인이 보기에 남자가 너무 꾸미는 것에 대해 인식이 좋지 않은 듯 하다. 나중에는 멕시코인만 모인 멕시코 독립 기념 행사에서 만난 장군님까지 '머리 왜 그래? 이러면 멕시코 이미지가 뭐가 돼?'라고 혼냈다고 한다.

### 어서와~ 한국은 처음이지?
정규방송 첫 번째 편인 멕시코편의 게스트. 고종사촌형 안드레이, 이종사촌형 크리스토퍼, 중학교 절친 파블로를 초대했다. 세 명 모두 어렸을 때부터 친하게 지내온 사이. 자세한 내용은 해당 문서의 멕시코편을 참고.
세 친구는 한국으로 오기 전에 크리스티안의 부모님을 방문하여 스마트폰으로 영상편지를 촬영해왔는데, 이것을 본 크리스티안과 여동생은 소리내어 울었고 MC들과 시청자들도 눈물을 흘렸다.
나중에 제주도 특별편 스튜디오에서도 멕시코편 최고의 1분으로 이 장면을 꼽았다.
파라과이편에서는 딘딘을 대신해 스페셜 MC로 참여했다.

### 음악 활동
어렸을 때부터 악기가 있는 집에서 자랐다. 그래서 그런지 기타, 피아노, 드럼, 해금 등 악기를 다룰 줄 알고 춤과 노래도 좋아하며 노래도 꽤 잘한다. 방송에서 노래하는 모습을 종종 볼 수 있다.

해금 연주는 한국에 와서 배웠다. 멕시코와 한국의 수교를 기념하는 공연에서 퓨전 음악을 들었는데, 거기서 해금을 알게 되었다. 그 후 한국에서 해금을 배우고자 했으나 주변 사람에게 묻기, 네이버 검색시도에도 불구하고 배울 곳을 찾지 못했다고 한다. 그 후 우연히 해금 전공자를 알게 돼 배우고 싶다고 무작정 연락했다고 한다.
비정상회담에서 마크 테토 알렉스 맞추켈리와 함께 '국악트리오'란 연주팀 만들었다.

한국에 와서 윤종신의 앨범을 전부 살 정도로 팬임을 알렸다. 또한 K-POP말고도 인디, 랩, R&B 등 다양하게 들었다고 한다. 게다가 방송에서 서태지의 노래를 부르는 모습도 심심찮게 보인다.

MBC에서 방송된 복면가왕 173회에서 홍합의 전체를 추측하는 연예인 편정단으로 참석한 김현철은 자신의 우뇌를 사용하여 시청자와 방청객을 놀라게 했다.

김현철은 일밤 미스터리쇼 복면가왕에서 패널로 참석해 왕밤빵과 홍합이 연창하는 조덕배의 '그대 내 마음에 들어오면은'을 듣고 홍합의 전체가 외국인이라고 조심스럽게 의견을 냈다.
또한 개인기 시간에는 수준급 봉고 솜씨를 보여줬으며 가창력도 뽐내면서 시청자들을 놀라게 했다. 이 날 판정단에 있던 윤상은 "조덕배 씨의 노래를 선곡한게 신의 한 수였다. 첫 소절을 완벽하게 조덕배 씨의 목소리로 불러버리니 외국인이라고는 꿈에도 상상하지 못했다."며 극찬했으며 심지어 김현철을 제외한 판정단들은 외국인이라고는 전혀 예상하지 못했다.
다른 패널들이 '아니다''홍합은 분명한 한국인이다.'라고 모두가 한목소리로 나오자 김현철은 조금 겸연쩍은 모습을 보이며 그래도 홍합의 발성에서는 외국인의 발성이 묻어있어 '교포일 가능성이 높다' 한 발 물러섰지만 김현철은 자신의 소식을 굽히지 않았다.
같은 회차에서 가왕이 된 왕밤빵이던 가수 뮤지와 함께 한 노래 대결 결과는 57표 대 42표 (15표 차이)로 크리스티안이 탈락 됐다.
가수출신 아닌 크리스티안의 노래 실력은 한국가수의 가창력과 치열했던 것이 화제가 됐다.

### 한.글.팀
프로젝트 공연팀인 ‘한글’(한국 문화를 알리는 글로벌 아티스트)은 팀의 이름처럼 한국 문화를 전파할 목적으로 하는 프로젝트 공연팀이다.

#### 한글팀 멤버 구성
| 이름                | 국적   | 역할                   |
| ------------------- | ------ | ---------------------- |
| 크리스티안 부르고스 | 멕시코 | 팀 리더 / 피아노 연주  |
| 테리스 브라운       | 미국   | 메인 보컬              |
| 후지모토 사오리     | 일본   | 한국어 수어(수화 언어) |
| 시마다 사토미       | 일본   | 해금 연주              |
| 요아킴 소렌센       | 스웨덴 | 기타                   |
| 중숭요              | 중국   | 보컬                   |

대한민국에서 대표할만한 곡들(드라마 OST, 영화 OST 등)을 전통 악기와 대중악기와 퓨션을 시켜 연주하는 팀이다. 한국 뿐만아니라 전세계에서 공감도가 높이기 위해 노래의 1절은 자국으로 부르고 2절은 한국말로 부른다고 한다.

한글팀의 또 다른 목표는 한국 문화의 잘 알려지지 않은 모습을 소개하는 것이다. 후지모토 사오리는 한국 노래를 수어로 표현해 ‘모두가 함께할 수 있는 음악’을 추구한다. 그는 “수어라고 하면 단순한 보조 수단으로 생각하는 사람이 많은데 사실 통역도 하나의 언어”라면서 “한국어 수어를 멋지게 표현해 한국 문화의 다양성을 선보이고 싶었다”고 말했다.
한글팀의 최종 목표는 다양한 한국 문화를 해외에 소개하는 것이다. 이를 위해 전통 악기를 추가해 다양한 공연을 선보일 계획이다. 크리스티안은 “지금은 주로 해금 연주와 판소리를 공연하고 있지만 앞으로는 피리와 가야금을 연주할 수 있는 팀원을 섭외해 또 다른 모습을 보여드리겠다”고 말했다.
해외 진출 포부도 밝혔다. “그 나라의 문화를 알기 위해 맨 처음 찾는 곳이 바로 문화원”이라면서 “전 세계 한국문화원을 돌면서 한국 문화를 알리고 싶다”고 말했다.

### 그 외 활동

#### Vamos a Corea
주멕시코 한국문화원에서 주최하는 유투브 채널인 Vamos a Corea(한국에 갑시다)라는 한국문화 홍보 프로그램 진행자이다.
스페인어를 주로 사용해서 홍보를 하고 체험하는 내용이 주가 되며, 스페인어와 한국어 자막을 제공한다.

## 홍보대사
- 2018 법무부 서울출입국 외국인청 홍보대사
- 2018 수원 JS컵 U-19 국제청소년축구대회 홍보대사
- 2018 평창동계올림픽대회 및 패럴림픽대회 홍보대사
- 2018 평창동계올림픽대회 올림픽 성화봉송 주자
- 한국관광협회중앙회 홍보대사
- 문체부 한복 홍보대사 (신세경 한현민 장도연과 함께)
- 영화 코코 컬쳐가이드
- 한국국제관광전 - 멕시코 홍보대사
- 서울문화재단 1인 1악기 홍보대사

## 수상 내역
| 연도 | 수상 내역                        |
| ---- | -------------------------------- |
| 2018 | 주한 멕시코대사관 공로패         |
| 2018 | 한국국제관광전 조직위원회 공로패 |

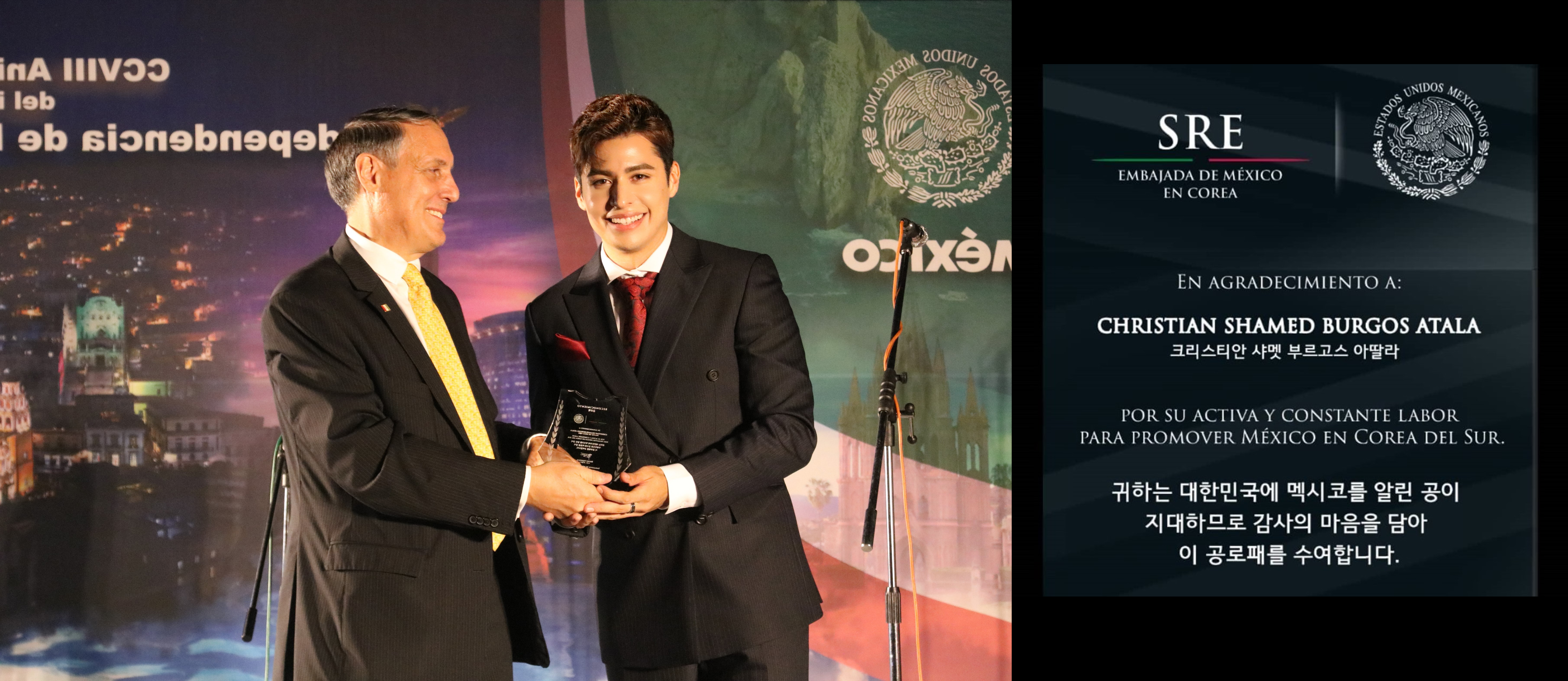
주한 멕시코대님 Bruno Figueroa와 함께 / 공로패 내용

2018년 9월 20일에 주멕시코대사관의 독립기념날 행사에서 Bruno Figueroa Fischer 주한 멕시코 대사님한테 공로패를 받았다.
“주한 멕시코 대사관으로부터 받은 공로패는 내가 멕시코라는 국가를 한국에 알리기 위해서 했던 수 많은 나의 노력이 헛되지 않은, 의미있는 것이었음을 알려주었다.
멕시코의 문화와 역사를 알리기 위한 몇년간의 나의 노력들이 인정받는 순간이었기에.
감사합니다. 사랑합니다.
멕시코를 향한 애정을 통해 더 나은 멕시코 대표로서 언제 어디서든 노력 하겠습니다”라는 글과 함께 사진 두 장을 게재했다.

## 출연 작품

### 라디오 (현재)
| 요일        | 제목                     | 방송사        | 시간          | 비고        |
| ----------- | ------------------------ | ------------- | ------------- | ----------- |
| 매주 목요일 | 이준의 영스트리트 (LIVE) | SBS 파워 FM   | 20:00 (GMT+9) | 고정 게스트 |
| 매주 토요일 | 특파원 보고 세계는 지금  | KBS1          | 21:40 (GMT+9) | 고정 패널   |
| 매주 금요일 | 행복한 아침 (LIVE)       | 채널A         | 08:40 (GMT+9) | 고정 패널   |
| 매주 금요일 | Kpoppin' (LIVE)          | Arirang Radio | 13:00 (GMT+9) | 고정 게스트 |
| 매주 수요일 | 백전무패                 | 채널i         | 20:30 (GMT+9) | 보조 MC     |

### 방송 출연 목록
| 연도        | 제목                               | 방송사       | 비고                                                         |
| ----------- | ---------------------------------- | ------------ | ------------------------------------------------------------ |
| 2019        | 이웃집 찰스                        | KBS1         | (202회)                                                      |
| 2019        | 관찰카메라 24                      | 채널A        | (97회)                                                       |
| 2019        | 개밥 주는 남자                     | 채널A        | 개묘한 여행 (2회,6회,7회.etc)                                |
| 2019        | 백종원의 골목식당                  | SBS          | (76회)                                                       |
| 2019        | TV비평 시청자데스크                | KBS          | (831회)                                                      |
| 2019        | 대한외국인                         | MBC          | (37회)                                                       |
| 2019        | 스테이지K                          | JTBC         | 심사위원 (3회, 5회)                                          |
| 2019        | 행복한 아침                        | 채널A        | 고정 패널                                                    |
| 2019        | 백전무패                           | 채널i        | 보조 MC                                                      |
| 2019        | 외스트월드                         | HuffPost     | MC                                                           |
| 2019        | 특파원 보고 세계는 지금            | KBS1         | 고정 패널 (115회)                                            |
| 2019        | 배틀 트립                          | KBS2         | 게스트 (131회)                                               |
| 2019        | 내일은 미스트롯                    | TV조선       | 심사위원                                                     |
| 2019        | 썰전                               | JTBC         | 특별 게스트 (304회)                                          |
| 2019        | 할리우드에서 아침을                | tvN          | 게스트 (2회)                                                 |
| 2019        | 탐나는 대한민국                    | KTV국민방송  | 게스트 (2회)                                                 |
| 2019        | 삼청동 외할머니 (설날특집)         | KBS2         | 특별 게스트                                                  |
| 2019        | 얼씨구! 스타 가족 동요제           | KBS1         | 참여자 (동요 편곡)                                           |
| 2018        | 민요어벤져스                       | 국악방송     | MC                                                           |
| 2018        | 떠나보니 낭만시장                  | SBS Plus     | MC                                                           |
| 2018        | 미스터리 음악쇼 복면가왕           | MBC          | 액자 속 사진 속의 그 홍합 홍합 홍합 홍합 홍합 홍합 홍합 홍합 |
| 2018        | 시간역행 그날로                    | CNTV         | MC (2회 군산편)                                              |
| 2018        | 히어로즈 트립                      | EBS1         | 참여자                                                       |
| 2018        | TMI DMZ                            | 유니TV       | MC (파주편)(연천편)(양구편)                                  |
| 2018        | 최고의 요리비결                    | EBS1         | 특별 게스트                                                  |
| 2018        | 이장님의 스포일러                  | KBS Joy      | MC                                                           |
| 2018        | 히든싱어5 왕중왕전                 | JTBC         | 패널                                                         |
|             | 히든싱어5 (에일리편)               | JTBC         | 패널                                                         |
| 2018        | 방송의 날 특집 '시청자가 주인이다' | MBC          | 패널                                                         |
| 2018        | 이웃집 찰스                        | KBS2         | 특별 게스트                                                  |
| 2018        | 방판소년단                         | SBS Plus     | MC                                                           |
| 2018        | 2018 러시아월드컵 프리뷰쇼 미러볼  | MBC          | 보조 MC                                                      |
| 2018        | 장학퀴즈                           | EBS1         | 참여자                                                       |
| 2018        | 선을 넘는 녀석들                   | MBC          | 특별 게스트 (3회 ~ 4회)                                      |
| 2018        | 비행소녀                           | MBN          | 특별 게스트                                                  |
| 2018        | 토크몬                             | tvN          | 패널                                                         |
| 2018        | 슈퍼tv                             | tvN          | 패널                                                         |
| 2018        | 윤식당                             | xtvN         | 특별 게스트                                                  |
| 2018        | 《어서와~ 한국은 처음이지?》       | MBC 에브리원 | 시즌 2 - 스페셜 MC (9회 ~ 12회)                              |
| 2018        | 《어서와~ 한국은 처음이지?》       | MBC 에브리원 | 제주도편 (29회 ~ 33회)                                       |
| 2018        | 《어서와~ 한국은 처음이지?》       | MBC 에브리원 | 멕시코편 (1회 ~ 4회)                                         |
| 2017        | 세계의 99밥상 시즌 2               | Gtv          | MC                                                           |
| 2016 - 2017 | 비정상회담                         | JTBC         | 고정 패널 (멕시코 대표)                                      |
| 2016        | 어느날 갑자기 외.개.인             | KBS2         | 참여자                                                       |
| 2015        | 비정상회담                         | JTBC         | 일일 비정상 (멕시코 대표)                                    |

### 라디오 출연
| 연도        | 제목                             | 방송사          | 비고        |
| ----------- | -------------------------------- | --------------- | ----------- |
| 2019        | ---                              | KBS World Radio | 방송 예정   |
| 2019        | Kpoppin'                         | Arirang Radio   | 고정 게스트 |
| 2019        | 김어준의 뉴스공장                | TBS FM          | 특별 게스트 |
| 2018        | 임진모의 마이웨이                | TBS FM          | 특별 게스트 |
| 2018        | 한민족 하나로                    | KBS Radio       | 패널        |
| 2017 - 2018 | Kpop Plus                        | KBS World Radio | MC          |
| 2017        | 모닝 스페셜                      | EBS Radio       | 특별 게스트 |
| 2017        | 함께하는 저녁길 오영실입니다     | KBS Radio       | 특별 게스트 |
| 2017        | 함께하는 저녁길 정은아입니다.    | KBS Radio       | 특별 게스트 |
| 2017        | 영어! 할 수 있다 캔캔캔          | EBS Radio       | 특별 게스트 |
| 2017        | Morning Special "Lattin Chattin" | EBS Radio       | 특별 게스트 |
| 2017        | English Go! Go!                  | EBS Radio       | 특별 게스트 |

### 드라마
| 연도 | 제목       | 방송사              | 배역 | 비고     |
| ---- | ---------- | ------------------- | ---- | -------- |
| 2019 | SBS 모비딕 | 몽슈슈 글로벌하우스 | 니키 | 웹드라마 |

## 강연
- 2019 사회통합프로그램(KIIP) 이민자 멘토와의 대화 강연 (숭실대학교)
- 2019 블러썸 스쿨 콘서트 강연 (대전신일여자고등학교)
- 2019 세교중학교 강연
- 2019 미평여자학교 강연
- 2019 서울소년원 강연
- 2018 비비드 코리아 Live Talk 강연
- 2018 아주대학교 강연
- 2018 평택국제교류재단 강연 (송탄고등학교)
- 2018 양평관광포럼 특강
- 2018 전라남도교육청 창원 지혜의 바다 도서관 개관식 강연
- 2017 평택국제교류제단 강연 (효명고등학교)
- 2017 KBS World Radio 55 Aniversario 강연

## 기타
- 스페인어 교재 음성 녹음 : 문예림 출판사《말이 통하는 스페인어 회화 꿀패턴》책의 스페인어 음성 녹음을 했다. 출판사 홈페이지에서 다운받을 수 있다.
- 윤식당2 1회에서 박서준에게 스페인어를 가르쳤다.